# جوزپ پیکو
جوزپ پیکو (اسپانیایی: Josep Picó‎؛ زادهٔ ۱۲ آوریل ۱۹۶۴) بازیکن واترپلو اهل اسپانیا بود.
وی در مسابقات کشوری و بین‌المللی در مجموع برندهٔ ۱ مدال نقره شده‌است.